# Isatou Touray
Isatou Touray (Banjul, 17 de marzo de 1955) es una activista feminista de Gambia. Durante décadas ha trabajado en género y desarrollo y contra la violencia de género. En septiembre de 2016, anunció su candidatura a la Presidencia de la Gambia convirtiéndose en la primera mujer en la historia del país candidata.
El 5 de noviembre de 2016 anunció la retirada de su candidatura en favor del candidato de la oposición Adama Barrow, representante de siete partidos de la oposición designado el 31 de octubre como candidato único.
En 2019 asume la vicepresidencia de la República a propuesta del presidente de la nación, Adama Barrow.

## Biografía
Creció en Banjul y asistió a la escuela primaria en la Albion School y la Wesley Primary School y a la secundaria en la Crab Island Secondary Technical School. Trabajó durante un tiempo como profesora mientras estudiaba y se graduó en 1971 en el The Gambia College (después Yundum College) como profesora en economía familiar e inglés. Después de su graduación trabajó como primero como profesora y posteriormente como formadora comunitaria en mujer y desarrollo. Realizó estudios universitarios en Educación e Inglés en la Usmanu Danfodiyo University en Sokoto (Nigeria) y un máster en Estudios de Desarrollo con especialización en género y desarrollo en el Institute of Social Studies de La Haya y en la Universidad de Sussex.
Touray ha liderado durante décadas campañas para promover los derechos humanos de las mujeres, la creación de redes contra la violencia de género, en defensa de los derechos sexualess y reproductivos. Es cofundadora y directora ejecutiva de la organización GAMCOTRAP contra la Mutilación Genital Femenina y coordinadora de la campaña contra la explotación de las mujeres, One Billion Rising para África Occidental (Gambia, Senegal, Guinea Bissau, Malí y Sierra Leona).

## Vida personal
El 5 de octubre de 1978, a los 22 años se casó con Alagie Malang Touray, con el que ha tenido 4 hijos, 3 chicas y 1 chico. Durante 17 años vivió en Nigeria.